# George Bush interkontinentális repülőtér
A George Bush interkontinentális repülőtér (IATA: IAH, ICAO: KIAH) az Amerikai Egyesült Államok egyik jelentős nemzetközi repülőtere. Texas államban, Houstonban található. Nevét az Amerikai Egyesült Államok 41. elnökéről, George H. W. Bush elnökről kapta. Éves utasforgalma 40 977 239 fő (2022).

## Futópályák
A repülőtér futópályái:
- 08L/26R (9000 ft, 150 ft, beton)
- 08R/26L (9402 ft, 150 ft, beton)
- 09/27 (10 000 ft, 150 ft, beton)
- 15L/33R (12 001 ft, 150 ft, beton)
- 15R/33L (10 000 ft, 150 ft, beton)

## Forgalom
Az utasforgalom az elmúlt években az alábbi módon változott:
| Utasok száma | 15 388 667 | 18 127 395 | 24 690 166 | 33 051 248 | 34 208 170 | 42 998 040 | 40 187 442 | 43 023 224 | 45 264 059 | 46 192 094 |
|              | 1987       | 1991       | 1995       | 1999       | 2003       | 2007       | 2011       | 2015       | 2019       | 2023       |

## Légitársaságok és úticélok
2023-ban a George Bush interkontinentális repülőtérről az alábbi járatok indulnak:

### Személy
| Légitársaság         | Célállomások | Refs   |
| -------------------- | --- | ------ |
| Aeroméxico           | Mexico City | [ 2 ]  |
| Aeroméxico Connect   | Mexico City, Mexico City–AIFA | [ 3 ]  |
| Air Canada           | Montréal–Trudeau, Toronto–Pearson, Vancouver | [ 4 ]  |
| Air France           | Párizs-Charles de Gaulle repülőtér | [ 5 ]  |
| Air New Zealand      | Auckland | [ 6 ]  |
| Alaska Airlines      | Seattle/Tacoma | [ 7 ]  |
| All Nippon Airways   | Tokyo–Haneda | [ 8 ]  |
| American Airlines    | Charlotte, Chicago–O'Hare, Dallas/Fort Worth, Los Angeles, Miami, New York–LaGuardia, Philadelphia, Phoenix–Sky Harbor | [ 9 ]  |
| American Eagle       | Chicago–O'Hare, Dallas/Fort Worth, Los Angeles, Miami, New York–LaGuardia, Philadelphia, Phoenix–Sky Harbor | [ 9 ]  |
| Avianca El Salvador  | San Salvador | [ 10 ] |
| British Airways      | London–Heathrow | [ 11 ] |
| Delta Air Lines      | Atlanta, Detroit, Los Angeles, Minneapolis/St. Paul, New York–LaGuardia, Salt Lake City | [ 12 ] |
| Emirates             | Dubai–International | [ 13 ] |
| EVA Air              | Taipei–Taoyuan | [ 14 ] |
| Frontier Airlines    | Atlanta, Denver, Las Vegas, Orlando Szezonális: Cancún, Philadelphia, Phoenix–Sky Harbor, Raleigh/Durham | [ 17 ] |
| JetBlue              | Boston, New York–JFK | [ 18 ] |
| KLM                  | Amszterdam | [ 19 ] |
| Lufthansa            | Frankfurt | [ 20 ] |
| Qatar Airways        | Doha | [ 21 ] |
| Singapore Airlines   | Manchester (UK), Singapore | [ 22 ] |
| Southwest Airlines   | Chicago–Midway, Dallas–Love, Denver, Las Vegas, Nashville, Orlando, Phoenix–Sky Harbor Szezonális: Tampa | [ 24 ] |
| Spirit Airlines      | Atlanta, Baltimore, Boston, Cancún, Chicago–O'Hare, Denver, Detroit, Fort Lauderdale, Guatemala City, Las Vegas, Los Angeles, Miami, Newark, New Orleans, New York–LaGuardia, Orlando, Philadelphia, Puerto Vallarta, San Diego, San Pedro Sula, San Salvador, Tampa Szezonális: Myrtle Beach, Oakland, San José del Cabo, Tegucigalpa/Comayagua | [ 27 ] |
| Sun Country Airlines | Szezonális: Las Vegas, Minneapolis/St. Paul (both end 2023. november 26-tól) | [ 29 ] |
| Turkish Airlines     | Istanbul | [ 30 ] |
| United Airlines      | Amszterdam, Aruba, Atlanta, Austin, Baltimore, Belize City, Bogotá, Bonaire, Boston, Buenos Aires–Ezeiza, Calgary, Cancún, Charlotte, Chicago–O'Hare, Cincinnati, Cleveland, Cozumel, Dallas/Fort Worth, Denver, Detroit, Fort Lauderdale, Fort Myers, Frankfurt, Grand Cayman, Grand Rapids, Greenville/Spartanburg, Guadalajara, Guatemala City, Havana, Honolulu, Jacksonville (FL), Kansas City, Las Vegas, León/Del Bajío, Liberia (CR), Lima, London–Heathrow, Los Angeles, Louisville, Managua, McAllen, Memphis, Mérida, Mexico City, Miami, Midland/Odessa, Milwaukee, Montego Bay, Monterrey, München, Nashville, Newark, New Orleans, New York–LaGuardia, Orange County, Orlando, Panama City–Tocumen, Pensacola, Philadelphia, Phoenix–Sky Harbor, Portland (OR), Port of Spain, Puerto Vallarta, Punta Cana, Querétaro, Quito, Raleigh/Durham, Richmond, Rio de Janeiro–Galeão, Roatán, Sacramento, Salt Lake City, San Antonio, San Diego, San Francisco, San Jose (CA), San José (CR), San José del Cabo, San Juan, San Luis Potosí, San Pedro Sula, San Salvador, Santiago de Chile, São Paulo–Guarulhos, Seattle/Tacoma, St. Louis, Tampa, Tegucigalpa/Comayagua, Tokyo–Narita, Toronto–Pearson, Veracruz, Washington–Dulles, Washington–National Szezonális: Albuquerque, Anchorage, Bozeman, Charleston (SC), Columbus–Glenn, Des Moines, Eagle/Vail, El Paso, Hayden/Steamboat Springs, Indianapolis, Jackson Hole, Key West (kezdődik 2023. december 21-től), Minneapolis/St. Paul, Nassau, Norfolk, Oklahoma City, Omaha, Ontario, Palm Springs, Pittsburgh, Providenciales, Reno/Tahoe, St. Thomas, Sydney, Tucson, Tulsa, Vancouver, West Palm Beach, Wichita | [ 33 ] |
| United Express       | Acapulco, Aguascalientes, Albuquerque, Amarillo, Atlanta, Austin, Baton Rouge, Birmingham (AL), Boise, Brownsville/South Padre Island, Charleston (SC), Charlotte, Cincinnati, Cleveland, Colorado Springs, Columbia (SC), Columbus–Glenn, Corpus Christi, Dallas/Fort Worth, Des Moines, Detroit, El Paso, Fayetteville/Bentonville, Greenville/Spartanburg, Guadalajara, Gulfport/Biloxi, Harlingen, Hartford (újrakezdődik 2024. március 31-től), Hattiesburg/Laurel (MS), Havana, Hobbs, Huntsville, Indianapolis, Ixtapa/Zihuatanejo, Jackson (MS), Jacksonville (FL), Kansas City, Knoxville, Lafayette, Lake Charles, Laredo, León/Del Bajío, Lincoln, Little Rock, Louisville, Lubbock, Manzanillo, McAllen, Memphis, Meridian (MS), Midland/Odessa, Milwaukee, Minneapolis/St. Paul, Mobile–Regional, Monterrey, Morelia, Nashville, New Orleans, New York–LaGuardia, Norfolk, Oaxaca, Oklahoma City, Omaha, Ontario, Panama City (FL), Pensacola, Pittsburgh, Puebla, Querétaro, Raleigh/Durham, Reno/Tahoe, Richmond, Salt Lake City, San Antonio, San Luis Potosí, Sarasota, Savannah, Shreveport, Springfield/Branson, St. Louis, Tampico, Toronto–Pearson, Tucson, Tulsa, Victoria (TX), Washington–National, Wichita Szezonális: Aspen, Bozeman, Durango (CO), Glacier Park/Kalispell, Gunnison/Crested Butte, Key West, Mazatlán, Montrose, Nassau, Palm Springs, Philadelphia, Phoenix–Sky Harbor, Rapid City, San Jose (CA) | [ 33 ] |
| Viva Aerobus         | León/Del Bajío, Mexico City, Monterrey Szezonális: Guadalajara, Querétaro (kezdődik 2023. december 2-től) | [ 37 ] |
| Volaris              | Guadalajara, Mexico City | [ 38 ] |
| Volaris El Salvador  | San Salvador | [ 38 ] |
| WestJet              | Calgary | [ 39 ] |

### Cargo
| Légitársaság            | Célállomások | Refs   |
| ----------------------- | --- | ------ |
| AeroLogic               | Frankfurt, Toronto–Pearson                                                                                      |        |
| AirBridgeCargo Airlines | Anchorage, Amszterdam, Chicago–O'Hare, Los Angeles, Moscow–Sheremetyevo, Shanghai–Pudong (összes felfüggesztve) |        |
| Air France Cargo        | Mexico City, Párizs-Charles de Gaulle repülőtér                                                                 |        |
| Amazon Air              | Baltimore, Cincinnati, Miami, Portland (OR), Riverside                                                          |        |
| Ameristar Air Cargo     | Laredo, Minneapolis/St. Paul                                                                                    |        |
| Baron Aviation Services | College Station                                                                                                 |        |
| CAL Cargo Air Lines     | Atlanta, Liège                                                                                                  | [ 40 ] |
| Cargolux                | Atlanta, Dallas/Fort Worth, Glasgow–Prestwick, Guadalajara, Luxembourg, Mexico City, Miami, New York–JFK        |        |
| Cathay Cargo            | Anchorage, Dallas/Fort Worth, Hong Kong, Miami                                                                  |        |
| China Airlines Cargo    | Anchorage, Chicago–O'Hare, Miami                                                                                |        |
| DHL Aviation            | Cincinnati, Huntsville, New Orleans                                                                             |        |
| Emirates SkyCargo       | Amszterdam, Brüsszel, Koppenhága, Dubai–Al Maktoum, Mexico City, Zaragoza                                       |        |
| FedEx                   | El Paso, Fort Worth/Alliance, Indianapolis, Memphis, New Orleans                                                |        |
| Kalitta Air             | Miami |        |
| Lufthansa Cargo         | Frankfurt, Toronto–Pearson                                                                                      |        |
| Martinaire              | Addison, San Antonio                                                                                            |        |
| Qatar Airways Cargo     | Doha, Liège, Luxembourg, Macau, Mexico City                                                                     |        |
| Turkish Cargo           | Istanbul, Madrid, Miami                                                                                         | [ 41 ] |
| United Parcel Service   | Austin, Chicago/Rockford, Dallas/Fort Worth, Louisville, Ontario (CA), San Antonio                              |        |